# Hayes Peak (Mac-Robertson-Land)
Der Hayes Peak ist ein 340 m hoher, kegelförmiger Berggipfel nahe der Küste des ostantarktischen Mac-Robertson-Lands. Er ragt 3 km südlich des Kap Bruce und der Oom Bay durch die Kontinentaleisdecke auf.
Entdeckt wurde er im Februar 1931 von Teilnehmern der British Australian and New Zealand Antarctic Research Expedition (BANZARE, 1929–1931) unter der Leitung des australischen Polarforschers Douglas Mawson. Mawson benannte ihn nach James Gordon Hayes (1877–1936), einem britischen Historiker und Autoren mehrerer Bücher über die Arktis und Antarktis.